# Klavierquintett (Franck)

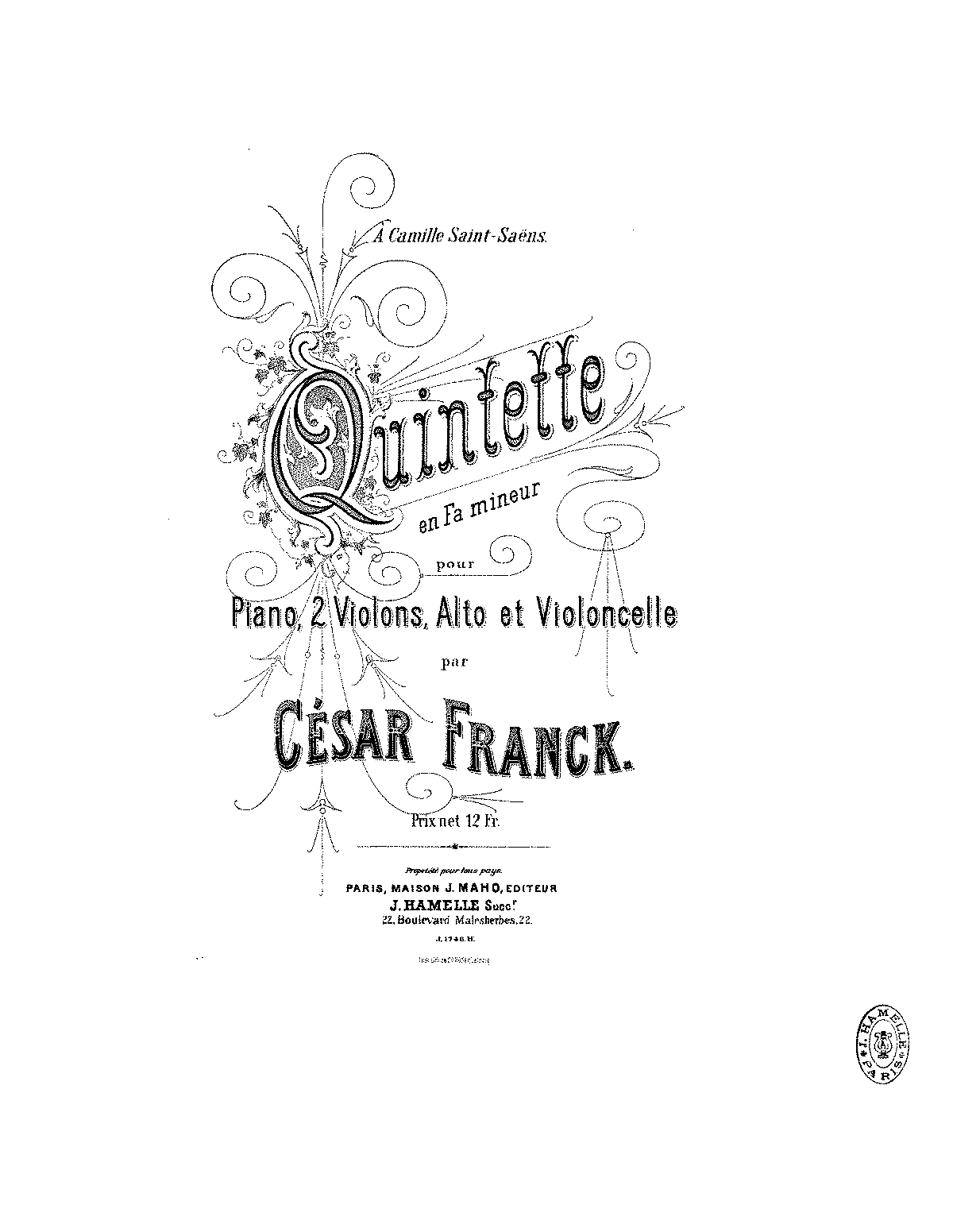
Titelseite des Erstdrucks (Hamelle, 1880) mit der Widmung „À Camille Saint-Saëns“

Das Klavierquintett f-Moll von César Franck ist ein Quintett für Klavier, zwei Violinen, Viola und Violoncello. Das Werk wurde 1879 komponiert und gilt als eines der Meisterwerke aus Francks später Schaffensperiode, zusammen mit der Sinfonie d-Moll, den Sinfonischen Variationen, dem Streichquartett D-Dur und der Violinsonate A-Dur.
Das Werk wurde am 17. Januar 1880 in Paris uraufgeführt. Die Ausführenden waren das Marsick Quartett und Camille Saint-Saëns am Klavier, dem Franck die Widmung „Meinem guten Freund Camille Saint-Saëns“ auf die Partitur notiert hatte. Die Uraufführung endete mit einem Affront: Saint-Saëns, der aus Freundschaft zu Franck gespielt hatte, aber die Komposition geringschätzte, ließ beim Verlassen der Bühne die Noten auf dem Klavier zurück. Das ihm persönlich zugedachte Exemplar befindet sich heute in der Bibliothèque nationale de France. Die Erstausgabe im Verlag von Julien Hamelle erschien 1880 mit der schlichteren Widmung „À Camille Saint-Saëns“.

## Form
Das Werk besteht aus drei Sätzen:
1. Molto moderato quasi lento – Allegro
2. Lento con molto sentimento
3. Allegro non troppo ma con fuoco

Die drei Sätze sind als zyklische Form durch gemeinsames motivisch-thematisches Material und durch ähnliche Charakteristika der Harmonik miteinander verbunden. Das Seitenthema des 1. Satzes erweist sich dabei als idée fixe, die im 2. und 3. Satz wiederkehrt und überdies die Keimzelle weiterer Motive und Gedanken aller drei Sätze darstellt.
Mit einer Aufführungsdauer zwischen 35 und 40 Minuten und mit seinem dramatischen und kontrastreichen Charakter hat das Werk sinfonische Dimensionen. Es ist einem „spätromantischen Monumentalstil“ zugeordnet worden.

## Rezeption
Bei der Uraufführung fand das Stück zunächst weder beim Publikum noch in der Fachwelt große Zustimmung. Heute gilt es als das erste der großen Spätwerke Francks und insofern als „Schlüsselwerk für Francks Spätstil“ mit der zyklischen Verbindung aller Sätze und der fantasievollen, durch Chromatik geprägten und oftmals zwischen verschiedenen tonalen Zentren schweifenden Harmonik.
Dem Werk wurde eine „sengende emotionale Kraft“ zugeschrieben, und Édouard Lalo charakterisierte es als eine „Explosion“. Allerdings gibt es auch weniger begeisterte Stimmen: der Philosoph Roger Scruton schrieb über den „salbungsvollen Narzissmus“ des Quintetts.